# Józef Englich
Józef Englich (ur. 14 stycznia 1874 w Śremie, zm. 22 grudnia 1924 w Poznaniu) – polski działacz gospodarczy i społeczny, prawnik, minister skarbu II Rzeczypospolitej, członek Rady Centralnego Związku Polskiego Przemysłu, Górnictwa, Handlu i Finansów w 1920 roku.

## Życiorys
Był synem nauczyciela gimnazjalnego Gustawa i Stanisławy z Michałowskich. Ukończył gimnazjum w Gdańsku, studiował następnie prawo w Berlinie, Monachium, Wrocławiu i Królewcu. Uzyskawszy stopień doktora praw, zdał egzamin referendarski i podjął pracę w sądzie w Koronowie. W 1901 r. pomyślnie przystąpił do egzaminu asesorskiego. Przeniósł się do Bydgoszczy, gdzie został sędzią, a później adwokatem. Od 1909 r. publikował w „Poradniku dla Spółek” wyjaśnienia odnoszące się do prawnych aspektów funkcjonowania spółdzielni, doradzał również w tym czasie ks. Piotrowi Wawrzyniakowi. Rok później z nim oraz Sewerynem Samulskim i Antonim Seydą założyli Związek Fabrykantów na Rzeszę Niemiecką w Poznaniu, który miał stać się zrzeszeniem skupiającym polskich przemysłowców działających w Wielkopolsce. W 1911 r. przeniósł się do Poznania, gdzie został członkiem dyrekcji Banku Związku Spółek Zarobkowych. Jako zwolennik rozwoju przemysłu polskiego w zaborze pruskim, doprowadził do utworzenia w 1915 r. odrębnej od kierowanej przez siebie instytucji Spółki dla Popierania Przemysłu, która miała gromadzić środki finansowe na wspieranie powstawania nowoczesnych zakładów przemysłowych. Englich, już jako prezes banku, doprowadził do sfinansował powstanie pięciu nowych przedsiębiorstw przemysłowych w Wielkopolsce, a także podniesienie kapitału akcyjnego Zakładów H. Cegielskiego w Poznaniu. Bank wszedł też na rynek kredytowy Królestwa Polskiego, gdzie utworzył filię w Warszawie. Wskutek wynikających z ewakuacji Rosjan problemów tamtejszych instytucji kredytowych Bank Związku Spółek Zarobkowych w Poznaniu stał się u schyłku wojny najsilniejszą instytucją finansową na ziemiach polskich.
W latach 1913–1914 pełnił również funkcję redaktora naczelnego organu spółki „Fabrykant”.

### I wojna światowa i II Rzeczpospolita
Pod koniec wojny, w październiku 1918 r. został zaproszony do powołanego przez Radę Regencyjną gabinetu Józefa Świeżyńskiego w randze ministra skarbu. Jego głównym zadaniem miało być przygotowanie do emisji pożyczki wewnętrznej, jednak już 4 listopada gabinet podał się do dymisji, co przekreśliło plany nowego ministra.
11 listopada wraz z dyrektorem Banku Towarzystw Spółdzielczych w Warszawie Stanisławem Karpińskim przejął w imieniu władz powstającego państwa polskiego Zarząd Polskiej Krajowej Kasy Pożyczkowej, pełniącej funkcję banku centralnego terenów byłego Królestwa Polskiego. Natomiast 5 dni później został mianowany ministrem skarbu w rządzie Ignacego Jana Paderewskiego. Englich za problem podstawowy nowo powstającej Polski uznał nierównowagę budżetową, z którą zamierzał walczyć za pomocą zaciągania pożyczek zagranicznych i wewnętrznych, a w momencie trudności w ich pozyskaniu, zapowiedział oparcie walki z deficytem na wpływach podatkowych. Planował wprowadzenie w byłym zaborze rosyjskim podatku dochodowego, co pozwolić miało na zasadniczą reformę podatkową we wszystkich częściach państwa i stworzenie jednolitego systemu dostosowanego. Englich jako minister deklarował dążenie do nieobciążania nadmiernego warstw ludności słabszej ekonomicznie. Z drugiej strony realia gospodarki budżetowej pokazywały, że to jednak na podatkach pośrednich opierać się miały wpływy skarbowe, czego potwierdzeniem stał projekt ustawy skarbowej na pierwsze półrocze 1919 r. Zapisana w nim struktura dochodów z danin publicznych w zdecydowanej większości oparta została na podatkach pośrednich, które objąć miały 42% wpływów. Łącznie z dochodami z monopoli skarbowych, także będących formą opodatkowania spożycia, obejmowały aż 69% ogółu preliminowanej kwoty dochodów, podczas gdy podatki bezpośrednie przynieść miały ledwie 23% wpływów. W praktyce polityki skarbowej Englich musiał się zatem oprzeć na nadzwyczajnych źródłach dochodu. Potwierdzeniem tego stały się dekrety Naczelnika Państwa z 19 stycznia 1919 r. o poborze jednorazowej daniny od nieruchomości i majątków w kapitale oraz dwa akty wydane 5.02.1919 r. o jednorazowym podatku majątkowym oraz podatku od zysków wojennych. Wprowadzone w ten sposób daniny nie przyniosły wprawdzie oczekiwanych efektów, warto jednak dostrzec, że były to jedyne dotyczące podatków akty prawne o randze ustaw wydane w całym roku 1919. Nadzwyczajne źródła dochodowe budżetu uzupełniać miały także instrumenty niepodatkowe, czyli uchwalona 26.03.1919 r. pożyczka przymusowa oraz pozostająca w sferze planów, ale niezmiennie budząca wielkie nadzieje, pożyczka zagraniczna. Ostatecznie minister musiał sięgnąć po jedyne w istniejących warunkach realne źródło uzupełniania wpływów do budżetu, jakim były pożyczki w Polskiej Krajowej Kasie Pożyczkowej. W okresie jego urzędowania zadłużenie skarbu w tej instytucji wzrosło blisko dwukrotnie.
Minister Englich podjął również zabiegi w kwestii systemu walutowego. Efektem tego został wydany dekret Naczelnika Państwa z 5.02.1919 r. w przedmiocie jednostki monetarnej waluty polskiej ustanawiający nową walutą jednego lecha dzielącego się na 100 groszy. Sejm Ustawodawczy przyjął 28.02.1919 r. ustawę w sprawie nazwy monety polskiej, lecz z przemianowaniem przyszłą walutę na złotego. Minister skarbu poparł ustawę. 
Englich odszedł z ministerstwa 4.04.1919 r., powracając przy tym na stanowisko dyrektora Banku Związku Spółek Zarobkowych w Poznaniu, w 1920 r. został prezesem dyrekcji jednostki, a w maju 1922 r. prezesem rady nadzorczej. Za jego prezesury bank szeroko rozwinął sieć swoich oddziałów zarówno w Polsce, jak i za granicą, otwierając oddziały w Paryżu i Nowym Jorku. Ponadto kontynuował działalność gospodarczą – wchodził w skład rad nadzorczych wielu spółek, m.in. Towarzystwa Akcyjnego H. Cegielski, Towarzystwa Przemysłu Naftowego Bracia Nobel w Polsce Spółka Akcyjna, Towarzystwa Akcyjnego „Kabel Polski”. Były minister skarby przyczynił się także do założenia Towarzystwa Żeglugi Morskiej „Orzeł Biały” (jego statkowi nadano nazwę „Józef Englich”). Zasiadał w tym okresie z ramienia Banku Związku Spółek Zarobkowych we władzach wielu przedsiębiorstw, wszedł także do władz Centralnego Związku Polskiego Przemysłu, Górnictwa, Handlu i Finansów.
Członek honorowy korporacji akademickiej K! Posnania.
W kadencji 1922–1925 był radnym miasta Poznania.

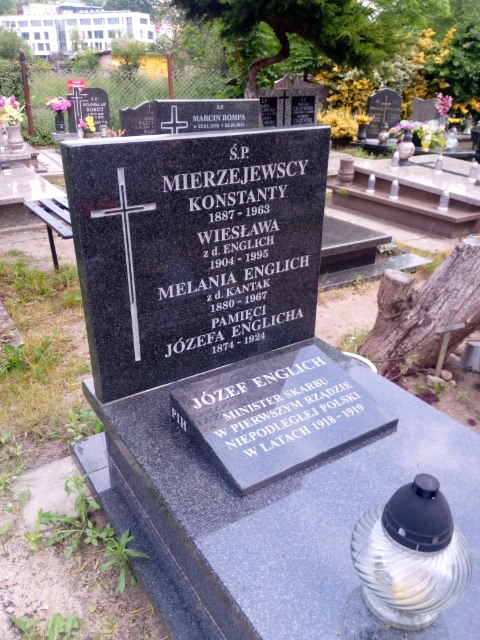
Grób symboliczny Józefa Englicha

Zmarł 22 grudnia 1924 roku. Został pochowany na Cmentarzu św. Marcina przy ul. Bukowskiej (Cmentarz Nowomarciński) w Poznaniu. Jego grób został zlikwidowany najprawdopodobniej jeszcze w czasie II wojny światowej wraz z likwidacją cmentarza prowadzoną przez Niemców lub już po wojnie, kiedy ten teren przeznaczono pod rozwój Międzynarodowych Targów Poznańskich. Symbolicznie został upamiętniony na grobie rodzinnym na cmentarzu Parafii Matki Bożej Bolesnej w Gdyni-Orłowie (kwatera VII/20/17).

## Życie prywatne
Jego żoną była Melania z domu Kantak, z którą miał pięcioro dzieci, córki Janinę (ur. 1902), Wiesławę (ur. 1904) i Danutę (ur. 1915) oraz synów Rocha (ur. 1908, zm. 1911) i Bogdana (ur. 1912).

## Publikacje
- Siły gospodarcze Królestwa Polskiego (1917)
- Spółka dla popierania przemysłu (1915)
- Wrażenia z podróży do Ameryki (1924)

## Odznaczenia
- Krzyż Komandorski z Gwiazdą Orderu Odrodzenia Polski (2 maja 1924)[9][10]